# Rafael de Penagos
Rafael de Penagos (Madrid, 1924 – aldaar, 25 februari 2010) was een Spaans acteur, dichter en stemacteur.
De Penagos was de zoon van de tekenaar Rafael de Penagos Zalabardo. In het begin van de jaren veertig werkte hij onder een contract met Metro-Goldwyn-Mayer als acteur en stemacteur in Barcelona. Later vestigde hij zich in Santiago de Chile en Buenos Aires, waar hij zijn eerste gedichtenbundel publiceerde. In 1954 keerde hij terug naar zijn geboorteland en combineerde hij zijn werkzaamheden als acteur met voordrachten van zijn gedichten en universitaire leeropdrachten. Voor zijn werk Como pasa el viento kreeg hij in 1964 de Spaanse literatuurprijs.
Als stemacteur had hij een bijzonder talent voor komedies en was hij onder meer de Spaanse stem van Stan Laurel; later synchroniseerde hij Jeremy Brett in de televisiereeks over Sherlock Holmes.

## Werken
- Como pasa el viento (1964)
- Carta a León Felipe (1967)
- Poemas a Consuelo (1992)
- Orilla del recuerdo (1996)
- Memoria de doce escritores (1999)
- Antología poética (2002)
- Nueve siluetas (2005)
- Retratos testimoniales (2006)